# Episcopia de Baia

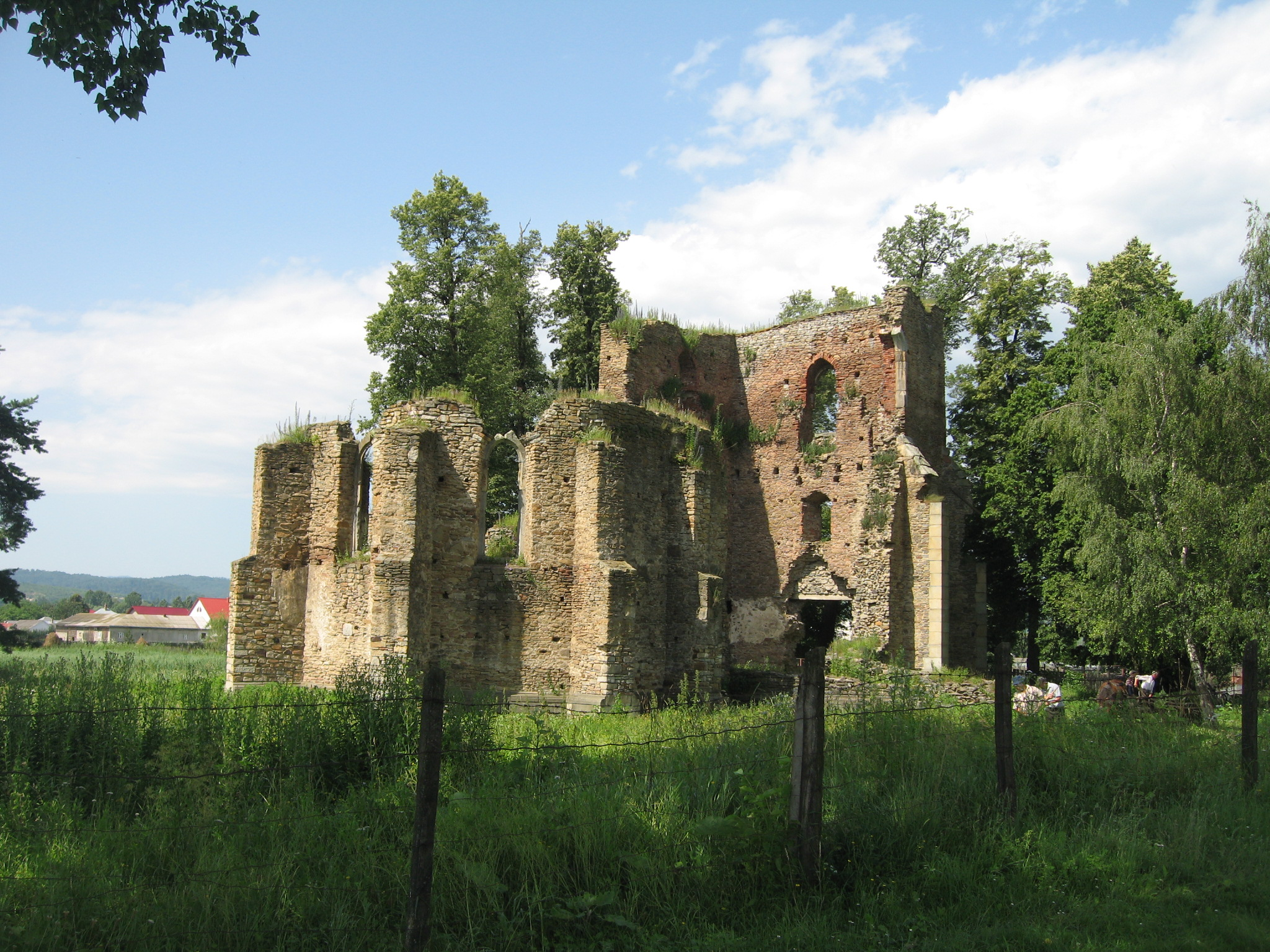
Catedrala Catolică din Baia

Episcopia de Baia a fost o episcopie romano-catolică din sec. al XV-lea și al XVI-lea, cu sediul în Catedrala Sf. Fecioară Maria din Baia, pe atunci unul din cele mai însemnate centre urbane din Principatul Moldovei.
În timpul domniei lui Ștefan cel Mare (1457-1504) episcopia a fost integrată din nou ierarhiei ecleziastice din Ungaria. În noaptea bătăliei de la Baia,  din 14 spre 15 decembrie 1467, orașul Baia a fost incendiat de oastea lui Ștefan cel Mare și a ars din temelii. Cei mai mulți locuitori s-au împrăștiat și locuința episcopului a rămas arsă, iar episcopul a părăsit localitatea. Din biserica clădită de Alexandru cel Bun nu au mai rămas decât zidurile.
Istoricii Constantin C. Giurescu și Dinu C. Giurescu afirmă că anul 1467 a reprezentat începutul decăderii orașului Baia și a scăderii vertiginoase a populației. În anul 1523 Episcopia de Baia și-a încetat existența.